# 托伊沃·因马努埃尔·伊特科宁

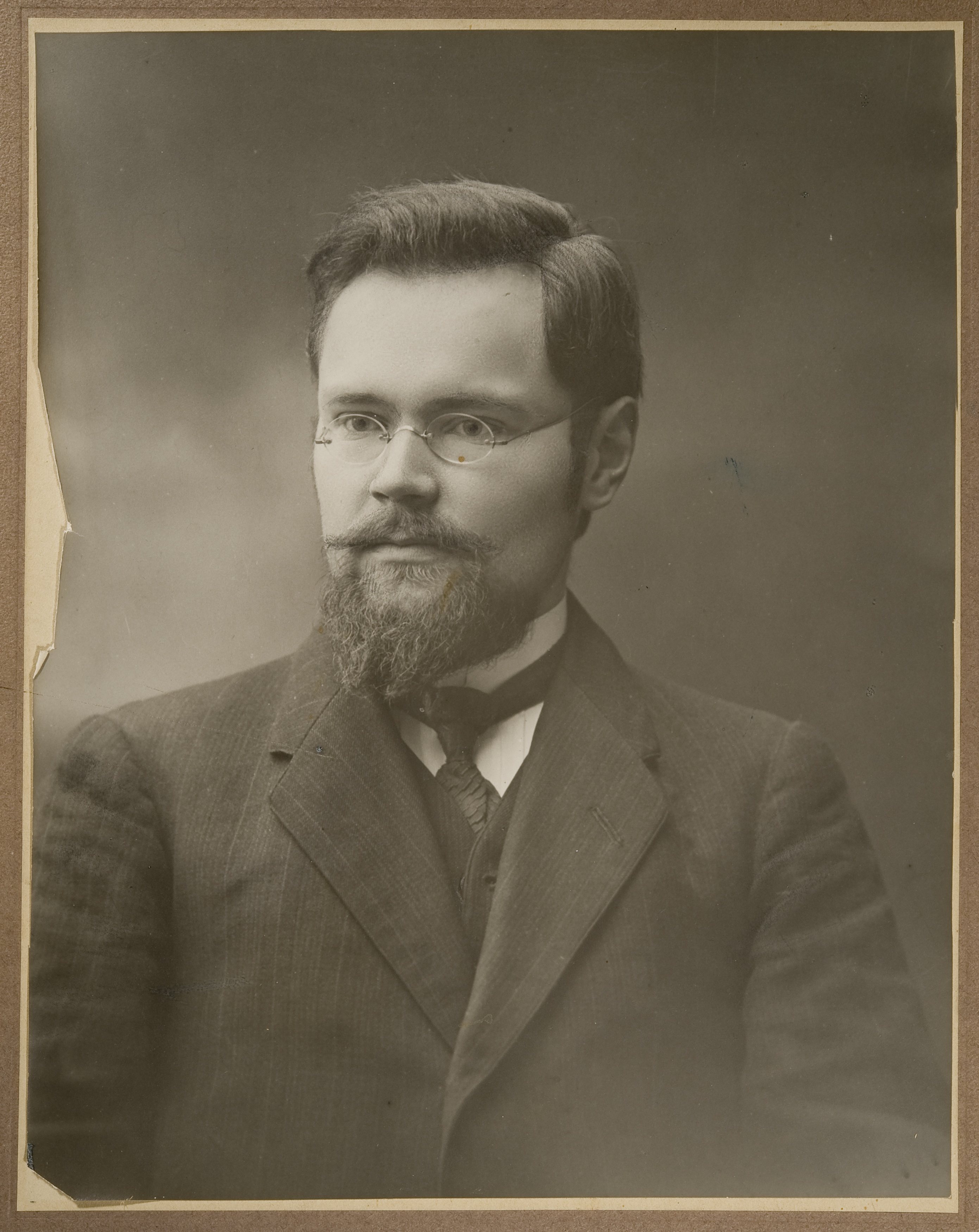
伊特科寧

托伊沃·因馬努埃爾·伊特科寧（芬蘭語：Toivo Immanuel Itkonen，1891年1月20日—1968年12月5日），芬蘭歷史學家與語言學家，專精於薩米語與薩米族歷史。
伊特科寧的父親，勞里·阿維德·伊特科寧（Lauri Arvid Itkonen，1865年—1925年）是普尔基拉路德教會的副牧師。勞里·伊特科寧後來被任命為伊納里當地教會的牧師，因此他與他的6個小孩，於1899年春季移居伊納里。而托伊沃·伊特科寧則在當地接受家庭教師的教育；1901年，他來到奧盧接受中學教育，並於同年畢業。1913年，他畢業於赫爾辛基大學，拿到哲學學士學位。1916年，托伊沃·伊特科寧拿到碩士學位；1923年，拿到博士學位。  
1911年至1949年，伊特科寧於拉普蘭進行了9次研究之旅。他也曾經於中歐（1929年）與斯堪的納維亞（1931年與1934年）進行研究之旅。他的最後一次研究之旅，是1955年的義大利。基於他在拉普蘭的研究，伊特科寧於1948年出版了《The Lapps in Finland up to 1945 Vol. 1 & 2》。 
托伊沃·伊特科寧的配偶是阿曼達·塞佩寧（Amanda Seppänen），並育有3個小孩：泰尔霍（Terho）、瑪麗亞（Marja）與凱爾圖（Kerttu）。